# 里沃莱
里沃莱（法語：Rivolet，法語發音：[ʁivɔlɛ]）是法国罗讷省的一个市镇，属于索恩河畔自由城区。

## 地理
里沃莱（46°0'21"N, 4°36'7"E）面积16.3 平方千米，位于法国奥弗涅-罗讷-阿尔卑斯大区罗讷省，该省份为法国中东部省份，北起顺时针与索恩-卢瓦尔省、安省、里昂大都会、伊泽尔省和卢瓦尔省接壤。
与里沃莱接壤的市镇（或旧市镇、城区）包括：博若莱地区沃、圣西尔勒沙图、尚博-阿利耶尔、莱特拉、圣波勒、科尼、德尼塞、蒙默拉-圣索尔兰。

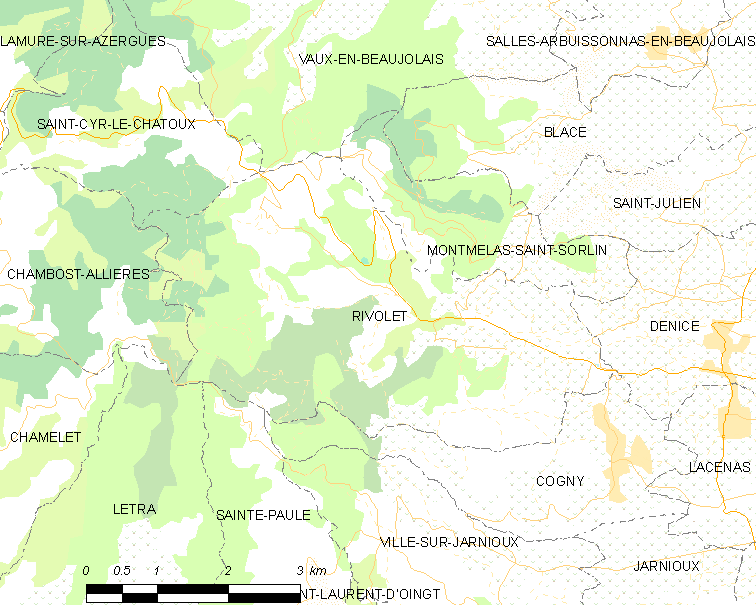
里沃莱的OSM定位图

里沃莱的时区为UTC+01:00、UTC+02:00（夏令时）。

## 行政
里沃莱的邮政编码为69640，INSEE市镇编码为69167。

## 政治
里沃莱所属的省级选区为格莱泽县。

## 人口

1962-2008年间里沃莱人口变化图示

里沃莱于2022年1月1日时的人口数量为588人。